# Aspila aurantiaca
Aspila aurantiaca är en fjärilsart som beskrevs av Embrik Strand 1921. Aspila aurantiaca ingår i släktet Aspila och familjen nattflyn. Inga underarter finns listade i Catalogue of Life.